# أثر البيئة في التوجه الجنسي
دراسة أثر البيئة في التوجه الجنسي هي البحث في التأثيرات المحتملة على تطور الميول البشرية. يميز بعض الباحثين ما بين التأثيرات البيئية والتأثيرات الهرمونية. في حين أن البعض الآخر يُشمل التأثيرات البيولوجية مثل هرمونات ما قبل الولادة كجزء من التأثيرات البيئية.
ومن نظريات التوجه الجنسي ربما أن يكون مزيجا من التأثيرات الوراثية، الهرمونية، البيئية، أو ببساطة مزيج معقد من الطبيعة والتنشئة.
جمعية علم النفس الأمريكية، والكلية الملكية للأطباء النفسيين تقر النظريات العلمية عن الميول الجنسية بسبب مزيج من العوامل البيئية والبيولوجية بعد الولادة، ولكن «الرابطة النفسية الأمريكية» تقول أنه رغم الكثير من الأباحث في التأثيرات الجينية والهرمونية، والتنموية، والاجتماعية والثقافية في التوجه الجنسي، «لم تظهر نتائج تسمح للعلماء بإستنتاج أن التوجه الجنسي يحدد بأي عامل أو العوامل معينة».